# Centrale nucléaire d'Ikata
La centrale nucléaire d'Ikata (伊方発電所, Ikata hatsudensho) est située près du bourg d'Ikata dans le district de Nishiuwa, préfecture d'Ehime, sur l'île de Shikoku, au Japon. Seule centrale installée sur l'île, elle est exploitée par la compagnie électrique de Shikoku. 

## Description de la centrale
La centrale d'Ikata comporte trois réacteurs à eau pressurisée (REP) :
- Ikata 1 : 538 MWe, mis en service en 1977 ;
- Ikata 2 : 538 MWe, mis en service en 1981.

Ces réacteurs ont été construits par Mitsubishi. Ils comprennent deux boucles de refroidissement et ils sont semblables aux réacteurs de Prairie Island construits par Westinghouse.
Un troisième réacteur a été construit dans la décennie suivante :
- Ikata 3 : 846 MWe, mis en service en 1994.

Ce réacteur no 3, comportant trois boucles, est semblable aux réacteurs du même constructeur Westinghouse construits à Surry, North Anna et Robinson. Depuis mars 2010, le réacteur no 3 utilise du combustible MOX.
Les réacteurs 1 et 2 sont en cours de déclassement depuis respectivement 2016 et 2018. Le réacteur n°3 est de nouveau opérationnel depuis le 27 octobre 2018, après la validation de conformité aux nouvelles réglementations obtenue en 2016, à la suite de l'accident nucléaire de Fukushima.